# Vratji Vrh
Vratji Vrh este o localitate din comuna Apače, Slovenia, cu o populație de 87 de locuitori.